# Hydrodamalinae
A Hydrodamalinae az emlősök (Mammalia) osztályának tengeritehenek (Sirenia) rendjébe, ezen belül a dugongfélék (Dugongidae) családjába tartozó alcsalád.

## Tudnivalók
A Hydrodamalinae alcsaládban csak egy recens faj van, a Steller-tengeritehén (Hydrodamalis gigas). De ezt a fajt 1768-ban, 27 évvel a felfedezése után teljesen kiirtották, úgyhogy manapság az alcsalád ma is élő fajt nem foglal magába. A Steller-tengeritehénen kívül még néhány fosszilis faj tartozott az alcsaládba.
A Dusisiren nem csak fosszilis fajokat tartalmaz. A Dusisiren-fajok a középső miocéntől a kora pliocénig maradtak fent.

## Rendszerezés
Az alcsaládba az alábbi nemek és fajok tartoztak:
- †Dusisiren
  - †Dusisiren dewana
  - †Dusisiren jordani - szinonimája: Halianassa vanderhoofi
  - †Dusisiren reinharti
  - †Dusisiren takasatensis
- †Hydrodamalis
  - †Haligyna borealis - lehet, hogy a Hydrodamalis gigas szinonimája
  - †Hydrodamalis cuestae - szinonimája: H. spissa
  - †Steller-tengeritehén (Hydrodamalis gigas) - szinonimák: Manati balaenurus, H. stelleri, Rytina cetacea, Rhytina stellerus

A Haligyna borealist egyes források külön fajnak tartanak, míg más források a Steller-tengeritehén szinonimájának tekintik.

### Fordítás
- Ez a szócikk részben vagy egészben  a   Hydrodamalinae című angol Wikipédia-szócikk fordításán alapul.  Az eredeti cikk szerkesztőit annak laptörténete sorolja fel. Ez a jelzés csupán a megfogalmazás eredetét és a szerzői jogokat jelzi, nem szolgál a cikkben szereplő információk forrásmegjelöléseként.